# Bobrovytsia (huyện)
Huyện Bobrovytsia (tiếng Ukraina: Бобровицький район, chuyển tự: Bobrovytsias'kyi raion) là một huyện của tỉnh Chernihiv thuộc Ukraina. Huyện Bobrovytsia có diện tích 1418 km², dân số theo điều tra dân số ngày 5 tháng 12 năm 2001 là 41184 người với mật độ 29 người/km2. Trung tâm huyện nằm ở Bobrovytsia.